# Жан Ренуар
Жан Ренуа́р (фр. Jean Renoir; 15 вересня 1894 — 12 лютого 1979) — французький режисер, сценарист, продюсер, актор. Син художника Оґюста Ренуара, брат актора П'єра Ренуара. Його фільми дуже глибоко вплинули на французьке кіно 1930—1950 років.

## Дитинство та юність
Жан Ренуар народився на Монмартрі, у Парижі. Він став другим сином художника-імпресіоніста Оґюста Ренуара і Аліни Шаріґо — дружини Огюста та його натурниці.
Коли Жан був дитиною, сім'я переїхала на південь Франції. Він розвивався серед природи, що прищепило любов до навколишнього. Ця любов пізніше стала постійною рисою його роботи. Жан з малих років займався живописом, потім — керамікою. Глибокий вплив на хлопчика мало коло сім'ї та друзів, талант батька. Медсестра Габрієль Ренар, яка постійно доглядала Жана, перша навчила його любити мелодрами. «Вона навчила мене ненавидіти кліше», — писав потім Ренуар у своїх мемуарах.

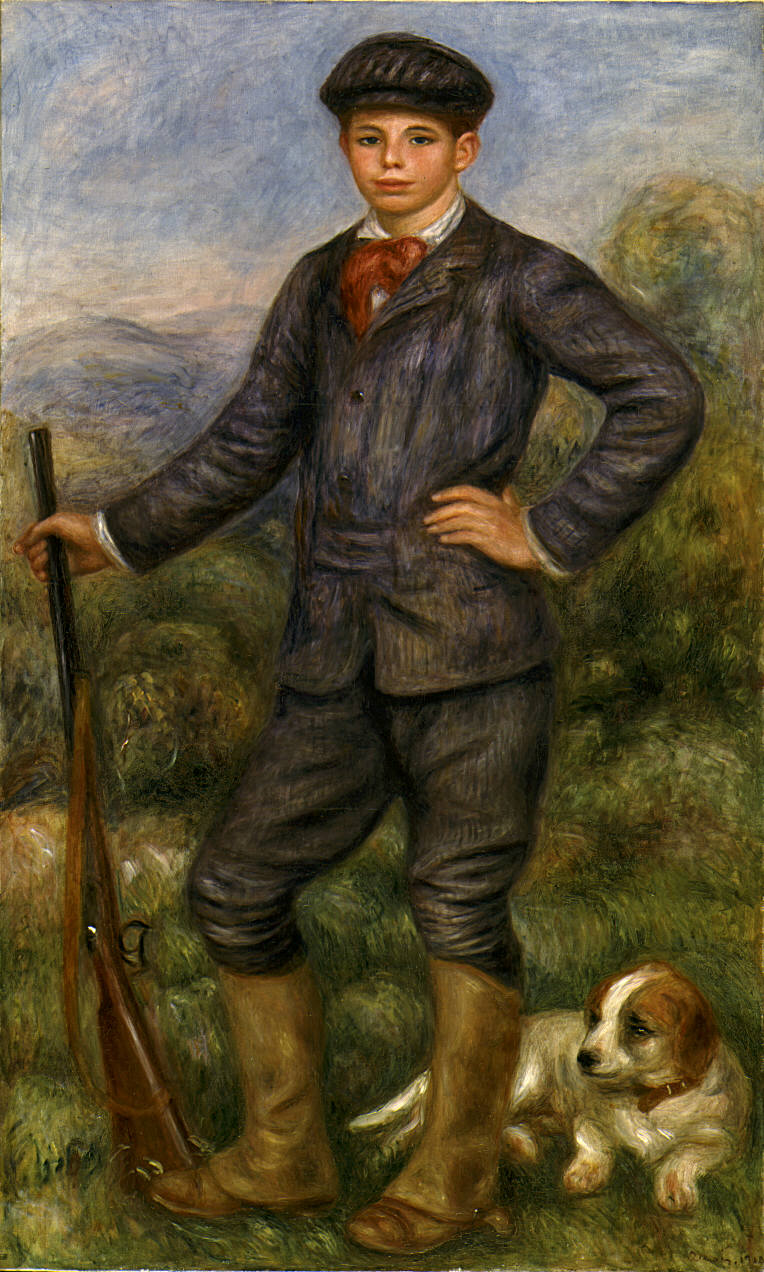
Огюст Ренуар. Портрет Жана Ренуара (1910)

Фінансовий успіх батька дав змогу молодому Ренуару здобути освіту в популярних школах, з яких Жан часто тікав. У 1901 році хлопця віддали у школу Колеж де Сент-Круа. Жан не розумів, чому інші хлопчики так одержимі закладом. Він називав престижний коледж «свого роду елегантною тюрмою». Тим не менш у 1914 він отримує ступінь бакалавра.
1913 року Жан Ренуар вступив у драгунський полк і служив як офіцер кавалерії. Під час Першої світової війни Жан був поранений. Міг навіть втратити ногу, якби один з професорів не заборонив ампутацію. Травма залишила йому кульгавість і біль на все життя. Навіть через 40 років з рани раптово могла початись кровотеча.
Під час реабілітації Жан перебуває з батьком у Парижі. Він постійно відвідує театри, дивиться по двадцять п'ять фільмів на тиждень. Особливо його вражають фільми Чарлі Чапліна. Взагалі у той час Ренуар віддає перевагу американським стрічкам. Після лікування Жан повертається на фронт як пілот. Після другого поранення війна для нього була скінчена.

## Перші кроки в кінематографі
Залишивши армію, Жан працював художником у галузі кераміки. Деякі його вази нині виставлено в музеях. У 1917 році Ренуар знайомиться з рудою шістнадцятирічною моделлю свого батька — Андре Хеушлінг. Він зазначав, що дівчина була «неймовірної краси». Через місяць після смерті Огюста Ренуара (січень, 1920), Жан одружився з нею. У 1921 році у подружжя народився син Ален.
У житті Ренуара все змінилось після фільму «Божевільні жінки» Еріха фон Штрогейма. Стрічка зумовила всю подальшу долю і дуже вплинула на стилістику Жана.
Жан хотів бачити на екрані свою дружину. На це спрямовані перші його дев'ять фільмів. У більшості знімається Андре, яка тепер стала Катериною Хесслінг. Для дружини Ренуар пише сценарій «Катерина, або Життя без радості» (Catherine ou Une vie sans Joie). Після цього митець зрозумів, що його покликання — кінематограф. На гроші, отримані від продажу картин батька, які Жан успадкував, він створює власну кінокомпанію. У 1924 році він зняв свою першу стрічку «Дочка води» (La Fille de l'eau) с вишуканими пейзажами та незвичайним рішенням сцени сну героїні. Восени 1925 року фільм показали у кінотеатрі «Старий голубник».
На той час у французькому кінематографі панувала течія «авангард», сформована під впливом символізму. «Дочку води» складно назвати авангардною стрічкою. Тут багато уваги приділено натурним зйомкам, акторській грі та мальовничості, близькій імпресіонізму. Наступні твори Жана збережені у такій стилістиці.
У стрічці «Нана» (Nana), знятій за твором Еміля Золя, Катерина отримала головну роль. Але гра дружини Ренуара розчарувала глядачів. Ренуар захопився легендами та фантастикою, що повністю відповідало таланту його дружини. У поетичній екранізації казки Андерсена «Дівчинка з сірниками» (La Petite Marchande d'allumettes) режисер за допомогою макетів, освітлення та монтажу намагається створити світ фантазій — синтез Мельєса та німецького експресіонізму.
Наступні німі стрічки Ренуара були непомітними роботами. Саме з появою звуку у кіно настав новий етап у творчості Жана. Звукова комедія-фарс «Дитині дають проносне» (On purge bébé, 1931) справила революцію. У той час шуми та звуки імітувались у студії, а Ренуар записав справжні шуми води, що спускається у вбиральні. Цей експеримент мав великий успіх.

## Визнання
Фільм «Сука» (La Chienne, 1931) став справжнім відкриттям Жана Ренуара. Драма з життя мешканців Монмартра була знята таким чином, що життєва достовірність не заважала відчути алегоричність сюжету. Мішель Симон зіграв у стрічці одну зі своїх найкращих ролей. Зйомки стали також початком розриву Ренуара з Катериною, бо на головну роль він запросив Дженні Марезе.
На початку 30-х Жан зустрів Маргариту Хейле. Вона була редактором одного з фільмів режисера, а потім стала його коханкою, змінивши прізвище на Ренуар. Маргарита була пов'язана з комуністами і жіночими рухами. Саме тому з цього часу фільми митця показують сильну соціальну і політичну чутливість до нерівності французької класової структури і його симпатії до робітничого класу.
Ренуар особливо дбає про соціальну достовірність своїх героїв. У фільмі «Тоні» (Toni) про італійців-емігрантів він вдається до суворого, майже документального репортажного стилю. Побудована на факті кримінальної хроніки з життя робітництва, картина правдива і досконала.
Зближення з рухом Народного Фронту вилилося в роботу над агітаційним кіноплакатом «Життя належить нам» (La vie est a nous, 1936) і в сильно перероблену версію «На дні» (Les Bas-fonds) за мотивами п'єси Максима Горького. Ліві ідеї і віра в силу простих людей, які беруть долі народів у свої руки, виражені в найкращій роботі режисера — філософській драмі «Велика ілюзія» (La Grande Illusion, 1937), яка принесла Ренуару міжнародне визнання. Саме тут досягає апогею мистецтво Ренуара — психолога і реаліста, що домагається незвичної повноти і глибини акторського виконання, а також відчуття нерозривного зв'язку окремих людських доль та історичного процесу. Режисер використав особисті спогади, коли у 1916—1917 роках був військовополоненим. Фільм на тему братерства французьких військовополонених під час Другої світової війни був заборонений у Німеччині. Геббельс назвав його «кінематографічним ворогом номер один». Після того як «Велика ілюзія» отримала нагороду на фестивалі у Венеції, її заборонили в Італії, а потім і в окупованій Франції. На екранах фільм з'явився лише у 1946 році. Це була перша стрічка іноземною мовою, яку номінували на премію Американської кіноакадемії за найкращий фільм.
У 1939 році Жан Ренуар знімає «Правила гри» (La Règle de Jeu) — психологічну драму з елементами гротеску і фарсу, яка розкривала моральне розтління і порожнечу аристократичних кіл. Стрічку вважають вінцем творчості режисера і в той же час кінцем, бо він став передвісником майбутньої катастрофи. Фільм зустріли насмішками і суспільною ворожістю. «Правила гри» заборонив уряд за «деморалізацію». Ренуар, який сам зіграв у фільмі як один з центральних персонажів, так і не оговтався від цієї реакції. Заборона була знята у 1940 році, але пізніше накладена знову. Згодом оригінал плівки було зруйновано. Лише у 50-х стрічку змогли відновити. Зараз «Правила гри» часто з'являються на верхніх позиціях опитування критиків щодо найкращих фільмів світу.

## Американський період
У 1939 зв'язок Ренуара з Маргаритою закінчився, він зблизився з Дідо Фрейре. У 1944 році вона стала його другою дружиною.
У липні 1940 року Жан Ренуар отримує робочу візу до США. Разом з Дідо він залишає Францію і прямує до Голлівуду.
Ренуар приїхав до Голлівуду 10 січня 1941 року. Він підписав контракт з Fox, але йому було важко знайти проекти, які б підходили. Тут він не міг працювати сценаристом і режисером, не міг приймати ключові рішення. Кожна ідея Ренуара була відхилена. Ренуар писав: «Голлівуд — величезна машина, чудовий механізм без душі».
Десять років провів Ренуар поза батьківщиною. До американського періоду відноситься ряд фільмів, серед них типово ковбойська історія «Стояча вода» (The Swamp Water), «Щоденник покоївки» (The Diary of a Chambermaid) за мотивами роману Октава Мірбо про Францію кінця минулого століття, «Південянин» (The Southerner) з життя американських фермерів Техасу, що став лауреатом Венеційського фестивалю як найкращий чужоземний фільм. Стрічку «Південянин» розглядають як найкращу роботу Ренуара в Америці. За неї Жана номінували на премію Американської кіноакадемії за режисуру.
Американський період закінчився «Жінкою на пляжі» (The Woman on the Beach, 1947), але фільм знову не знайшов свого глядача. Сценарист та режисер Деріл Занук казав, що Ренуар дуже талановитий, але не для Америки.

## Останні роки життя
У 1950 році Ренуар працював в Індії над елегією «Ріка» (The River), своїм першим кольоровим фільмом. Тут він надихнув всесвітньо відомого тепер Сатьяджит Рей на режисерство. «Ріка» стала призером Венеційського кінофестивалю.
Після повернення до Європи, Ренуар зробив трилогію музичних комедій на теми театру, політики і торгівлі: «Золота карета» (Le Carrosse d'or, 1953) з Анною Маньяні, «Французький канкан» (French Can Can) з Жаном Габеном (1955) і «Єлена і чоловіки» (Elena et les hommes) з Інгрід Бергман і Жаном Маре (1956).
Його картини 50-х років виконані з пластичною витонченістю, захопленням красою природи і буття, ностальгічним поверненням до «прекрасної епохи» кінця 19 — початку 20 століть.
З 1954 року Ренуар працює на телебаченні, часто звертається до театру як автор п'єс і постановник вистав.
З 1960 року викладав режисуру в університеті в Берклі. Паралельно займається літературною працею. У 1962 він видав книгу-біографію спогадів про батька, де описав глибокий вплив Огюста Ренуара. Також Жан написав книгу про себе «Моє життя і мої фільми», видав три романи «Записки капітана Георга», «Сердечне задоволення» і «Злочин англійки».
Свій останній фільм «Малий театр Жана Ренуара» (Le Petit theatre de Jean Renoir) режисер зробив у 1969 році. Фільм являє собою серію з чотирьох короткометражок, зроблених у різних стилях. Стрічка є однією з його найскладніших, авангардних і нетрадиційних робіт.
У 1970 році прийняв американське громадянство. Не в силах знайти фінансування для своїх фільмів, Ренуар провів останні роки життя у своєму будинку в Беверлі-Гіллз. Режисер помер у Каліфорнії 12 лютого 1979 року, але його прах покоїться на батьківщині поруч з могилами предків.
У 1975 році Жану Ренуару була вручена почесна премія «Оскар» — «Генію, який із завидною відданістю працював в німому, звуковому, ігровому, документальному та телевізійному кіно, завоювавши всесвітнє захоплення». У 1975 році була ретроспектива його робіт на сцені Національного театру кіно в Лондоні. Жан Ренуар має зірку на Голлівудській Алеї Слави.

## Фільмографія

##### Німі фільми (Франція)
- 1924 — Катерина, або Життя без радості / Catherine ou Une vie sans Joie
- 1925 — Дочка води / La Fille de l'eau
- 1926 — Нана / Nana
- 1927 — Чарльстон / Sur un air de charleston
- 1927 — Маркітта / Marquitta
- 1928 — Ледар / Tire-au-flanc
- 1928 — Дівчинка з сірниками / La Petite Marchande d'allumettes
- 1928 — Турнір / Le Toirnoi
- 1929 — Блед / Le Bled

##### Звукові фільми (Франція)
- 1931 — Дитині дають проносне / On purge bébé
- 1931 — Сука / La Chienne
- 1932 — Ніч на перехресті / La Nuit du Carrefour
- 1932 — Будю, врятований з води / Boudu Sauvé des Eaux
- 1932 — Шотар і Компанія / Chotard et Cie
- 1933 — Мадам Боварі / Madame Bovary
- 1935 — Тоні / Toni
- 1936 — Злочин пана Ланжа / Le Crime de Monsieur Lange
- 1936 — На дні / Les Bas-fonds
- 1936 — Життя належить нам / La vie est a nous
- 1936 — Заміська прогулянка / Une partie de campagne
- 1937 — Велика ілюзія / La Grande Illusion
- 1938 — Людина-звір / La Bête Humaine
- 1938 — Марсельєза / La Marseillaise
- 1939 — Правила гри / La Règle de Jeu

##### Фільми, зняті у США
- 1941 — Стояча вода / The Swamp Water
- 1943 — Ця земля моя / This Land Is Mine
- 1945 — Південець / The Southerner
- 1946 — Щоденник покоївки / The Diary of a Chambermaid
- 1947 — Жінка на березі / The Woman on the Beach

##### Фільми, зняті після повернення з США
- 1950 — Річка / The River (Франція — Індія — США)
- 1952 — Золота карета / Le Carrosse d'or (Франція — Італія)
- 1954 — Французький канкан / French Can Can (Франція — Італія)
- 1956 — Єлена і чоловіки / Elena et les hommes (Франція — Італія)
- 1959 — Заповіт доктора Кордельє / Le Testament du Docteur Cordelier (Франція)
- 1959 — Сніданок на траві / Le Dejeuner sur l'herbe (Франція)
- 1962 — Пришпилений капрал / Le Caporal epingle (Франція)
- 1968 — Робота Жана Ренуара з актором / La Direction d'ac-teur par Jean Renoir (Франція, документальний)
- 1971 — Маленький театр Жана Ренуара / Le Petit theatre de Jean Renoir (Франція, документальний)